# 강숙순

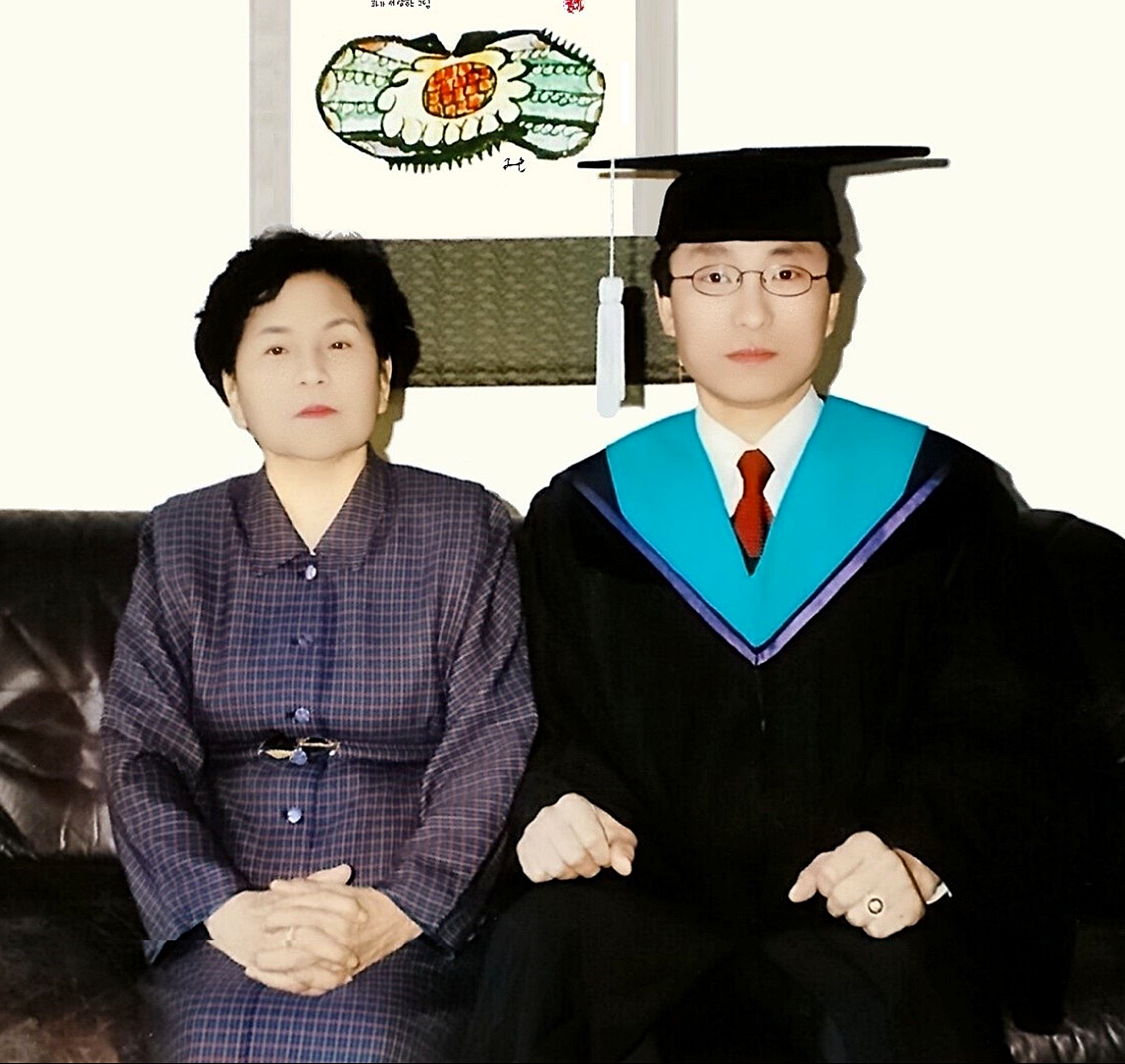
강숙순 여사(당시 68세)와 이민간 아들 하승무 목사 호주자택에서(2000년)

강숙순(姜淑順, Kang Sook-soon 1932년 10월 2일 ~ 2025년 7월 30일)은 대한민국의 효부이자, 진양하씨 사천조동 문중 소종가 제12대 종부였다. 본관은 진양(晉陽), 일명은 강숙희(姜淑姬)이다. 1951년에 진양하씨 사천조동 문중의 장손인 하치호 옹과 혼인한 이후, 시어머니가 세상을 떠나자, 종부가 되었으며, 당시 사천 일대에 '효부'로 칭송이 자자했다. 역사신학자이자, 시인인 하승무 교수의 어머니이다.
한때, 지금의 '종로한복점'이 생기기 전에 '종로한복'을 운영할 당시, 종로 일대의 요정과 요정 3각에 종사하는 기녀들은 물론, 여종업원들의 한복 제작이 쇄도한 일화의 주인공이다.

## 생애

### 혼인과 별호 '사천미인'
강숙순 여사는 일제강점기에 부친 강봉문 선생의 슬하 4녀 1남 가운데 장녀로 태어나, 어릴적부터 어여쁘고 매우 총명하여 아버지의 각별한 보살핌과 사랑을 받았다. 소학교 시절에는 2학년에서 4학년으로 월반할 정도로 학업 성적이 출중하였으며 특히 작문(시, 글쓰기) 실력이 뛰어나 매번 전교 게시판에 게시될 정도였다. 아들 하승무 목사가 시인이 된 것이 이해가 되는 대목이다.
1951년에 진양하씨 사천조동 문중의 장손인 하치호 옹과 혼인한 이후, 1976년 2월에 시어머니가 세상을 떠나자, 문중의 종부가 되었다. 특이한 것은 하문에 시집오기 전부터 미모와 솜씨(한복, 요리 등)가 출중하여 누구 집안의 누구라 하면 모를 정도로 알려져 있었다. 당시 강 여사는 '사천미인 강숙희'로 경남 사천 일대와 근동까지 빼어난 미모가 알려지기도 했다.

### 남편과 장남의 베트남전쟁 참전
한편, 강 여사는 남편인 하치호 옹이 독자의 몸으로 한국전쟁 참전 이후, 베트남전쟁이 발발하자 맹호부대로, 장남은 청룡부대로 파월하여 참전하게 되었다. 이로 인해 강 여사는 수년동안 남편과 큰 아들이 귀국하는 날까지 홀로 시어머니를 극진히 봉양하고 자녀들을 키워냈다. 세월이 지나자 모두가 귀국하고 남편이 제대후에 당시 서울 명동 유네스코회관에 본점을 둔 한일은행 국제부에 근무를 하게 되자, 막내아들인 하승무 교수와 부부내외만 서울살이가 시작되었다.

### 시어머니 봉양과 효부상 고사
강 여사는 서울살이의 기쁨도 잠시, 사천 본가에 남은 자녀들을 통하여 시어머니가 내출혈(중풍)로 인하여 쓰러져 인사불성이라는 급보를 받는 즉시 사천으로 내려가 서울 큰 병원으로 입원을 시켰다. 그러나 이미 반신불구 상태로 회복 불능이라는 의료진의 통보를 받고 시어머니를 집으로 모셔와 1976년 02월 10일 별세하기 전까지 극진히 봉양했다.
강 여사 가족 전체가 부산으로 이사 하기 전까지 종로 일대에 소문이 자자할 정도였다. 이를 계기로 이후에 알려진 사실이지만, 당시 종로3가 동사무소의 추천으로 종로구청장이 수여하는 효부상을 받게 되었지만, 강 여사는 "부모를 섬기는 것은 당연한 자식의 도리인데 상을 받는 것은 가당치도 않다"며 효부상 수상을 고사하였다. 그런데 1972년 '어머니의 날'을 며칠을 앞두고 서울시로부터 강 여사에게 서울특별시 효부상이 수여된다고 통보를 받자, 강 여사는 종로구청의 효부상을 고사한 것처럼 서울시청으로 찿아가 수상을 극구 사양하였다.
이러한 어머니의 모습을 곁에서 보고 자란 자녀는 강 여사가 93세의 일기로 별세하는 날까지 치매와 여러가지 지병으로 와상 상태임에도 불구하고 대학병원을 오가며 가택에서 극진히 보살피고 봉양한 것은 당연했을 것이다. 강 여사의 자녀는 말그대로 어머니를 극진히 모셨다.

### '종로한복'의 운영과 일화
한때 강 여사는 한복 제작으로 종로에서 유명했다. 지금의 '종로한복점'이 생기기 전, '종로한복'을 운영할 당시, 종로 일대의 요정과 요정 3각에 종사하는 기녀들은 물론, 여종업원들의 한복 제작이 쇄도했다는 것은 강 여사의 한복 제작이 얼마나 뛰어났는지 가히 짐작하고도 남을 일이다. 또한 당시 출입하던 미모의 기녀들이 강 여사의 미모와 우유빛 피부결에 반했다는 일화가 회자될 정도였다.

## 기독교 개종과 신앙생활

### 기독교로의 개종
강 여사는 시집을 오고 나서도 전통적인 유교 관습과 불교의 영향 아래 시가에서도 시어머니를 따라 지성을 다해 불도를 닦았다. 기독교로 개종하기 전까지 ‘보살 중의 보살’이라는 소리를 들을 정도로 천수경, 반야심경 등 여러 불경을 암기하여 독송할 정도로 불심이 대단했다.
그런데, 52세가 되던 6월에 갑자기 불교를 떠나 로마가톨릭으로 개종했다. 불교에서 열심이었던 강 여사는 천주교회로 오고서도 종교적 열심이 대단했다. 막내아들이 장차 목회자가 되고자 서원한 상태였지만, 친구가 나가는 성당에서 신앙생활을 하는 것이 장로교회로 출석하기보다는 개종이 쉬웠을 것이다.
막내아들에게 이르기를 “나중에 네가 담임목사님이 되면 아들 교회로 나갈 테니 걱정하지 말라”고 당부까지 하며, 천주교회에서 세례와 유리안나라는 세례명을 받고 사도신경, 주기도문을 비롯한 각종 천주교 기도문을 외면서 가톨릭 신앙생활에 매우 돈독했다.
이후, 막내아들인 하승무 시인이 목회자가 되었지만, 타지에서의 교역자 생활과 담임목사의 길을 가지 않고 목회자를 양성하는 교육목사(신학교수)의 길로 가자, 막내아들 교회에 나가는 것은 요원했다.

### 신앙의 여정
그러나 강 여사는 흔히 말하는 구교니 신교니 하는 교리적인 입장에 서 있는 신앙생활이 아니라, 자신이 이해하는 방식대로 성경을 읽으며, 성경의 내용대로 신앙의 길을 가고자 했다. 그 일례로 의문이 생기는 대로 신학자인 목사 아들에게 천주교의 교리와 성경의 가르침에 대한 의문들을 풀어가며 천주교에 몸은 담고 있었지만, 신앙의 중심은 항상 삼위일체 하나님과 중보자이신 예수님 중심이었다.
어느 날, 단독으로 생활하던 집에 조석으로 드나들며 어머니를 보살핀 목사 아들이 저녁쯤에 방문해 보니, 강 여사의 표정이 매우 어두운 것을 보고 놀란 아들이 무슨 일이 있냐고 재촉하자, 강 여사가 답하기를 “성당 주임신부님이 모 신자의 투고(모함)로 교구로부터 주임신부직을 박탈당하고 몇 년간 무보직으로 천주교에서 운영하는 영성원(피정의 집)으로 갔다”라는 내용이었다. 그러잖아도 성경의 가르침과 실제로 행해지는 천주교 교리 간의 차이로 내적 갈등이 있었던 강 여사에게는 신앙생활의 위기였을 것이다.
그러나, 목사 아들이 말하기를 “어머니! 불교든, 천주교든, 우리 장로교회든 종교라고 예외가 없습니다. 죄 많은 인생이 모이는 곳에는 다 문제가 일어납니다. 어머니! 바른 교리와 종교적인 행위도 중요하지만, 그것들이 우리를 구원하는 것이 아니라, 예수님을 진짜로 나의 구주로 영접해야만 구원을 받을 수 있습니다. 성경 말씀대로 예수님을 진실로 영접한 사람이라면 목사나 신부를 모함하지 않습니다. 제가 늘 말하지 않습니까? 사람과 교리를 보지 말고 하나님과 예수님만 보고 성경의 가르침대로 신앙생활을 하면 됩니다.”라는 목사 아들의 위로에 강 여사는 큰 위안이 되었다.

### 성경 필사와 구원의 확신
이후, 강 여사가 결정적으로 구원의 확신에 이른 것은 80세를 넘어 중반에 이를 때쯤, 외경이 포함된 천주교 성경을 필사하고부터 여러 가지 체험과 성경의 가르침을 깊이 깨달아 갔기 때문이다. 73권 전권 필사를 마치고 나서 어느 정도 시간이 지나고 나서야 목사 아들에게 이르기를 “아들아! 내가 필사하는 동안 예수님이 나를 여러 번 찾아와서 위로해 주었다. 이제는 모든 근심과 걱정을 후련하게 내려놓았다. 천국 가는 날까지 나는 너와 호주에서 있는 연수와 네 형과 누나와 손자 소녀들을 위해 기도하는 것이 내 마지막 소명이다. 내 옆에 목사 아들이 있어서 너무 좋고 행복하다.”라고 하면서 신앙고백을 하더라는 것이다.

### 발병과 생의 마감
이후, 강 여사는 70대 후반에 치매 경도 장애 진단 후 꾸준히 막내아들의 도움을 받으며 관리해 왔지만 80대 후반에 여러 가지 중병이 발병하여 다발성 욕창과 더불어 중증 치매와 와병 상태에 이르렀다. 그러나 와병 상태에서도 고통을 참아가며 막내아들만 알아보는 가운데 아들과 함께 있는 것을 매우 행복해했다.

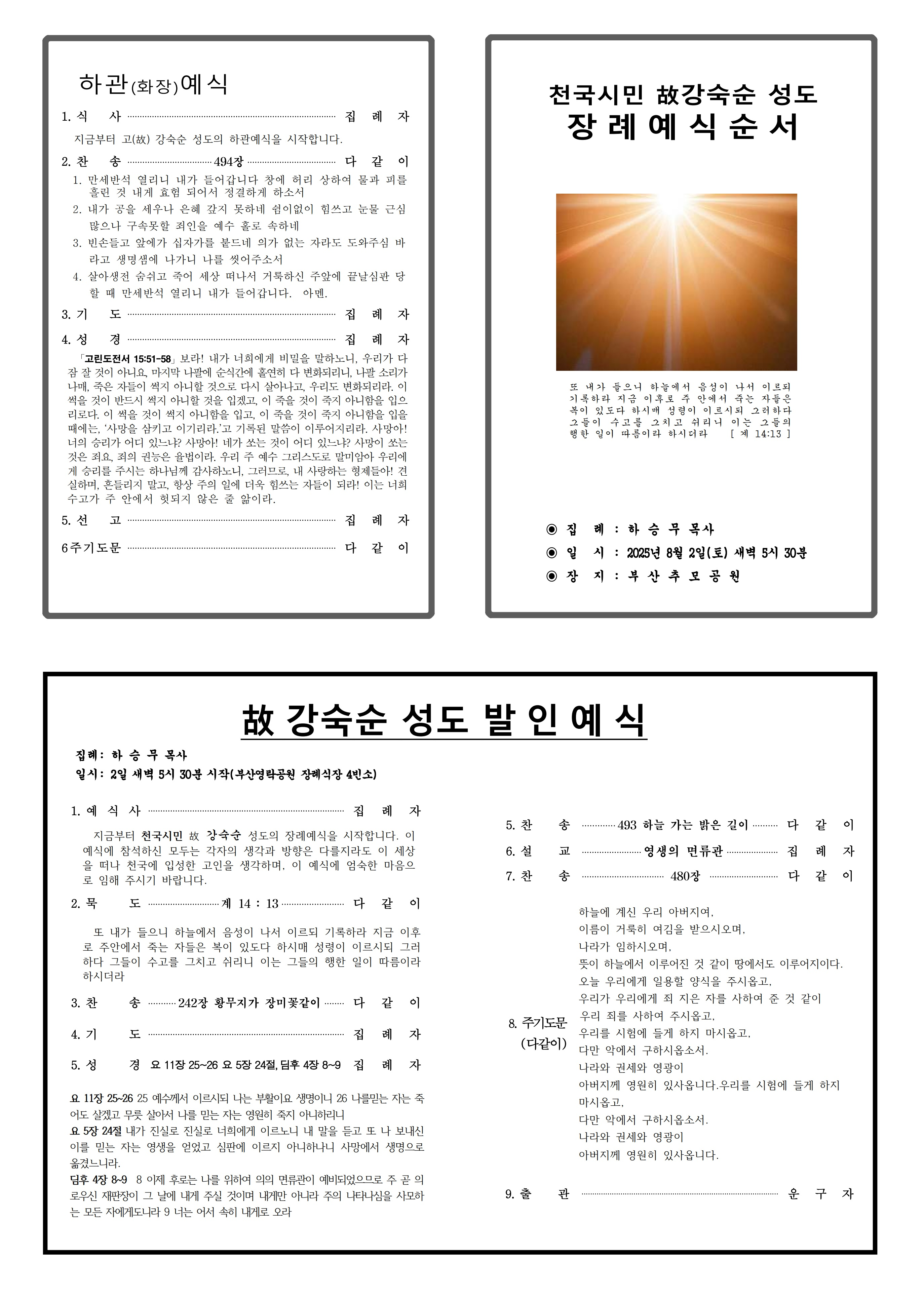
강숙순 여사의 장례예식

지병이 발병하기 전에 목사 아들이 이렇게 물었다고 한다. “어머니! 옛날에 보살 소리까지 듣고 했는데 다시 돌아가고 싶지 않아요.” 그러자 강 여사가 답하기를 “아들아! 큰일 날 소리하고 있네! 내가 개종하고 나서 옛날로 돌아가고 싶다는 생각은 한 번도 들지 않더라, 우리 성당 주임신부님이 모함으로 성당을 떠났을 때도 매우 고통스러웠지만, 하나님을 떠난다는 생각은 한 번도 하지 않았다. 이 얼마나 감사한 일이냐! 네가 이 엄마를 위해 평생 기도한 것 잘 안다. 정말 고맙다. 창우야!”
그때 목사 아들이 다시 묻기를 “어머니 백 살까지 사시다가 하나님이 부르시면 그때 임종 기도를 누구에게 맡길까요? 성당 주임신부님을 원하시면 아들이 장로교 목사이긴 해도 부담 없이 어머니가 원하시는 대로 다 해드리겠습니다.”라고 하자, 강 여사는 “내 아들이 목사님인데 아들한테 맡겨야지, 나중에 장례식까지 네가 알아서 잘 해주기를 바란다.”고 미리 유언 아닌 유언을 했다.
이후, 2025년 7월 30일 23시 54분 강 여사는 하나님의 부름에 천수를 다하여 그토록 믿고 사랑했던 막내아들 목사의 임종 기도를 받고 편안히 이생을 마감하고 소천했다. 목사 아들의 집례로 평소 조문, 조화, 조의금 없는 가족장을 원했던 강 여사의 유언대로 검소하고 엄숙한 기독교 장례가 치러졌다.

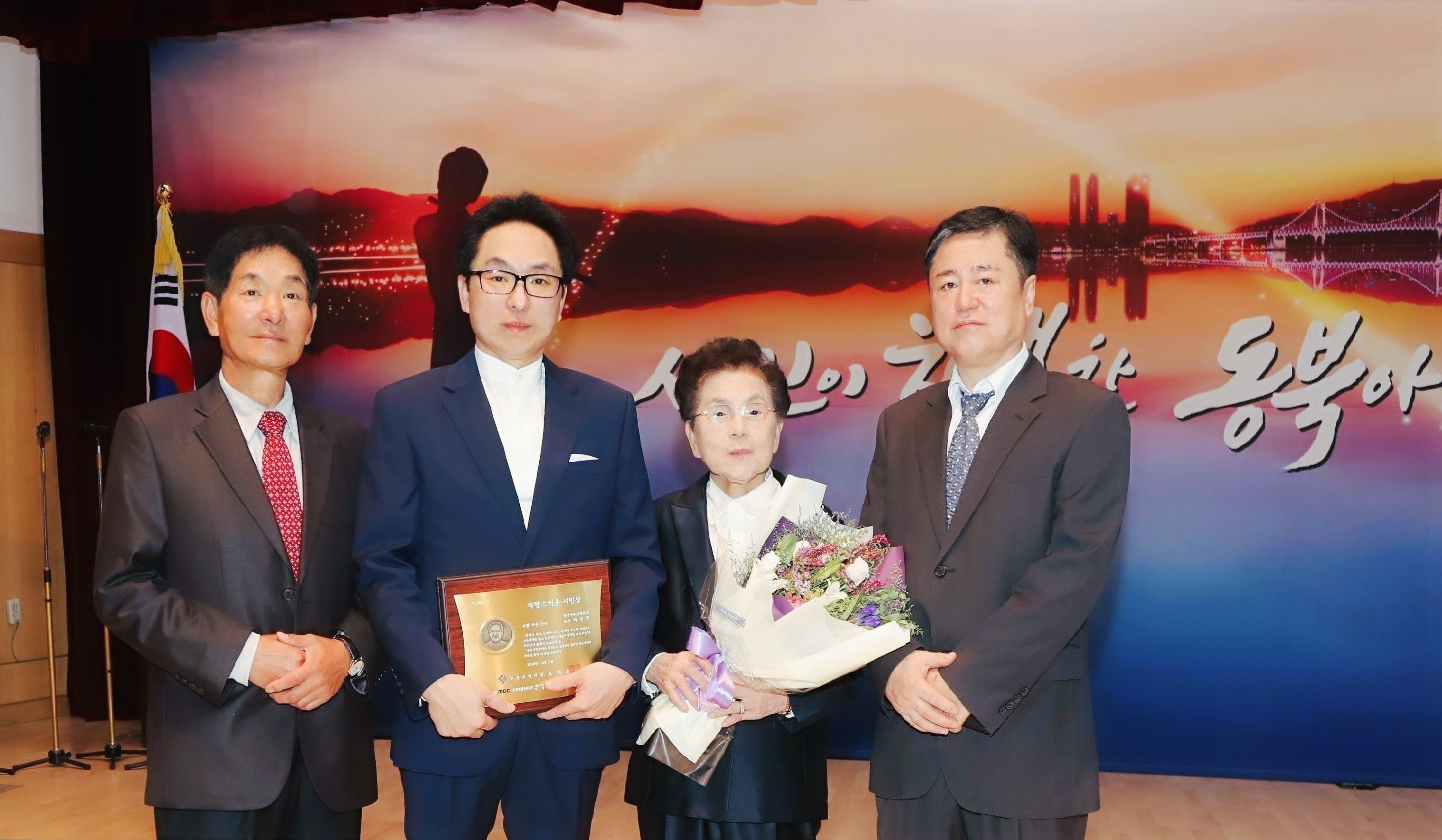
하홍술(첫째),하승무(부산시민상 수상자, 삼남), 강숙순 여사(당시 86세), 하홍순(둘째)

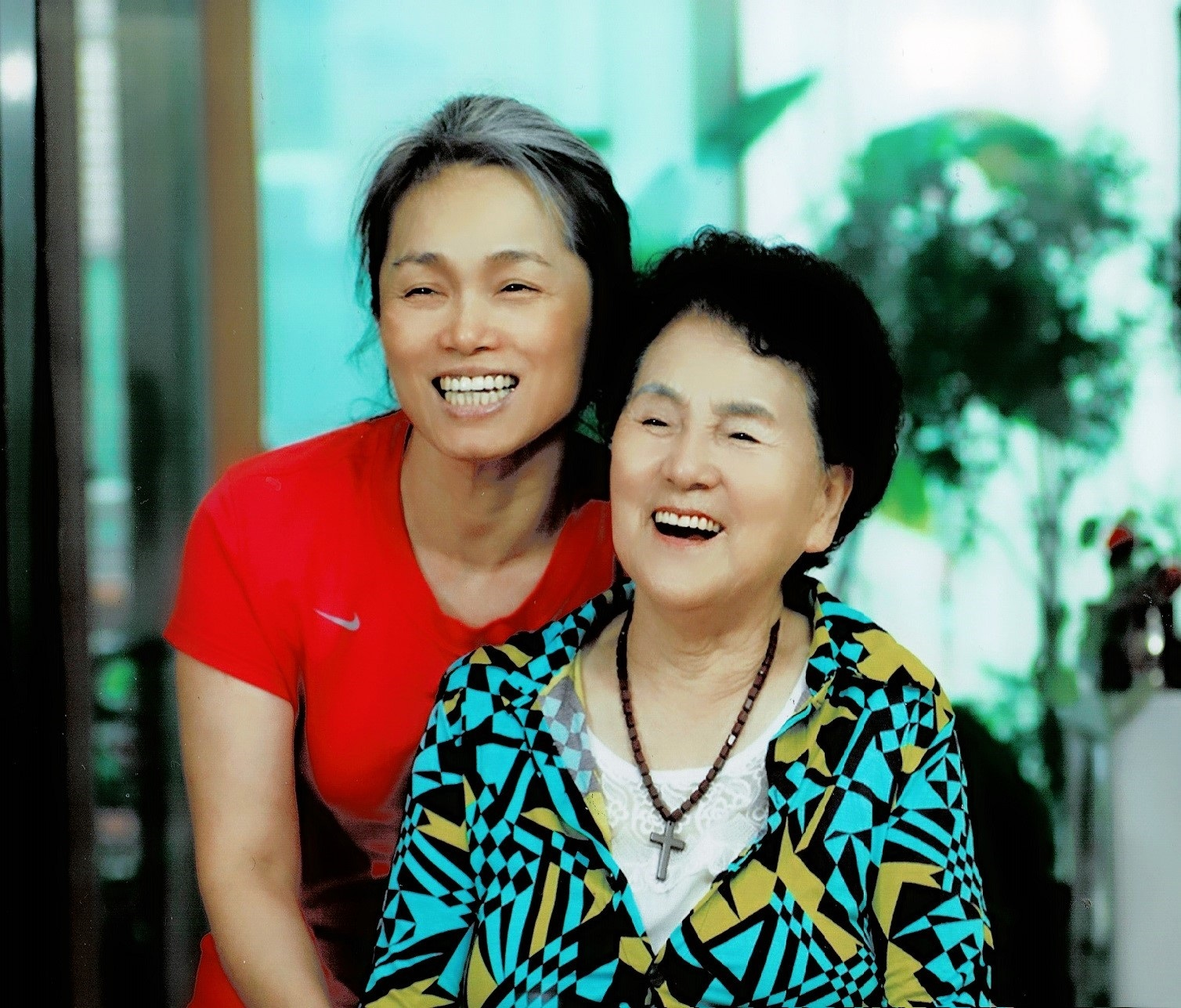
강숙순 여사와 딸(하미숙)

## 가계
- 시조부 : 하장수(河長水, 서예가, 애국지사)
- 시조모 : 김백림(金海金氏伯林)
  - 시부 : 하재세(河在世,  교육자, 사회운동가)
  - 시모(11대 종부) : 박연순(密陽朴氏連順)
    - 남편 : 하치호(河致鎬, 전 군인)
-대한민국 인헌무공훈장
-대한민국 화랑무공훈장
-월남 엽성무공훈장 수훈

      - 장남 : 하홍술(河洪述)
-대한민국 인헌무공훈장
-월남 엽성무공훈장 수훈
-대한민국무공수훈자회(수영구지회) 자문위원
      - 차남 : 하홍순(河洪順)
-前 민주노동당 부산시당 대의원
      - 차녀 : 하미숙(무니)
-한국상화연 대표(사회체육지도자)
      - 삼남 : 하승무(河洪昌, 역사신학자, 시인)
-대한민국 국회의장 공로장(2024년)[3][4][5][6][7][8][9][10]
-제10회 자랑스런 대한국민대상(2020년)[11][12][13][14][15][16][17][18][19][20][21][22][23][24][25]
-대한민국무공수훈자회 부산지부 유공표창(2020년)[26][27]
-제34회 자랑스러운 부산시민상(2018년)[28][29][30][31][32][33][34][35][36]
-2018 한국신학교육자상[37][38][39][40]
-제14회 병역명문가 병무청장 표창(2017년)[41][42][43][44]
-제14회 병역명문가 가문 선정(2017년)[45]

## 상훈
- 1972년 서울특별시 효부상(사양)
- 1971년 서울시 종로구청장 효부상(사양)
- 2025년 진양하씨 사천조동문중 가문 효부 추서[46]

## 참고 자료
- 晉陽河氏大同譜(甲子譜,1984년)
- 晉陽河氏大同譜(庚辰譜,2000년, 인제대학교 족보도서관 전자판)